# Pëtr Stoljarskij
Pëtr Solomonovič Stoljarskij (in russo Пётр Соломонович Столярский?, in ucraino Петро Соломонович Столярський?, Petro Solomonovyč Stoljars'kyj; Lypovec', 30 novembre 1871 – Sverdlovs'k, 29 aprile 1944) è stato un violinista e insegnante sovietico di origine ebrea.

## Biografia
Pëtr Stoljarskij nacque a Lypovec'  il 30 novembre (per il calendario giuliano il 18 novembre) 1871.
Studiò con suo padre e con Stanisław Barcewicz. In seguito con  Emil Młynarski e con Josef Karbulka alla Scuola di musica di Odessa dove si diplomò. Dal 1893 al 1919 divenne violinista di fila dell'orchestra del Teatro dell'Opera di Odessa. Dal 1898 iniziò la sua attività didattica con bambini dai 4 anni in su. Nel 1912 aprì la sua scuola privata di musica. 
Dalle notizie frammentarie che emersero dai resoconti degli allievi ci furono parole entusiastiche nei suoi confronti, come quelle di Igor' Ojstrach che studiò alcuni mesi con lui. Nathan Milstein fu l'unico che cercò di ridimensionare il valore pedagogico di Stoljarskij. Così Milstein descrisse i primi incontri con Stoljarskij che risalgono al 1912-14.     
Dal 1919 Stoljarskij insegnò al Conservatorio di Odessa. Su sua iniziativa fu aperta nel 1933 la Scuola Statale di Musica per bambini dotati che oggi porta il suo nome. 
Negli anni '30, alcuni dei suoi studenti hanno vinto numerosi premi internazionali. Nel 1935 al Concorso Henryk Wieniawski di Varsavia David Ojstrach e Boris Gol'dštejn arrivarono tra i primi post. Nel 1937 al Concorso Ysaÿe di Bruxelles, David Ojstrach, Elizaveta Gilel's, Boris Gol'dštejn, e Michail Fichtengol'c arrivarono in finale: .
Altri allievi famosi furono: Iosif Brodskij, Josef Roisman, Samuel Furer, Michail Gol'dštejn, Daniel Šindarov, Mark Zatulovskij ed Eduard Grach che fu uno dei suoi ultimi allievi.   
Mancò a Sverdlovs'k il 29 aprile 1944, a 72 anni.